# Big Brother Brasil 1
A primeira temporada do reality show Big Brother Brasil foi exibida pela TV Globo de 29 de janeiro a 2 de abril de 2002. Foi apresentada por Pedro Bial e Marisa Orth – a única edição com Orth como apresentadora e também a ter uma apresentadora feminina – com direção geral de José Bonifácio Brasil de Oliveira, o Boninho, e Carlos Magalhães. Foi a mais curta edição da história do BBB, com 64 dias de exibição.
A edição terminou com a vitória do dançarino Kleber Bambam, que recebeu 68% dos votos. O prêmio foi de meio milhão de reais sem desconto de impostos, e um carro Fiat Marea HLX.
A edição foi reexibida pelo Viva de 11 de maio a 13 de julho de 2021, com exibições de segunda a sábado às 19h30 e aos domingos às 23h45, se tornando o segundo reality show a ser exibido pelo canal, após a reprise da primeira temporada de No Limite em 2016. Além da reprise no Viva, a edição também foi disponibilizada na plataforma de streaming Globoplay.

## Geral
O BBB1 foi lançado poucas semanas depois de concluída a primeira temporada da Casa dos Artistas, sucesso do SBT, e tinha como diferencial a proposta de elevar pessoas "comuns" a celebridades. Ainda que nenhum dos participantes do BBB1 fosse familiar do grande público, não demoraram a surgir questionamentos sobre os critérios de seleção dos participantes.
Como não tinham muita noção do que se podia falar dentro da casa, os participantes soltaram informações cruciais sobre suas vidas fora da casa. Kleber "Bambam" de Paula já havia feito figurações em programas da TV Globo, como o Zorra Total, e já foi dançarino do Planeta Verão, programa comandado por Xuxa. André "Gabeh" Carvalho também já havia cantado em um programa de Xuxa anos antes. Helena Louro já tinha participado de um filme com Gracindo Júnior (A Hora Marcada, de 2001). Vanessa Pascale e Bruno Saladini também já haviam aparecido em catálogos de moda e trabalhavam na mesma agência de modelos, assim como Helena. Alessandra "Leka" Begliomini já havia concedido entrevistas ao Programa Amaury Jr., então na Record.
O BBB1 foi o único que começou com dois apresentadores: o jornalista Pedro Bial e a atriz Marisa Orth. A saída de Marisa Orth se deve à inexperiência da atriz como apresentadora, na época, marcada por duas gafes cometidas ao vivo em 2 e 3 de fevereiro de 2002. Na primeira, o Líder da semana, Sérgio, deveria indicar quem iria para o "Paredão". Marisa anunciou, antes do próprio participante, que Caetano era o indicado, deixando o Líder em saia justa. Já a segunda, que aconteceu no dia seguinte, a apresentadora anunciou o eliminado da semana (Caetano) antes da hora prevista. Para não desaparecer repentinamente do programa, Marisa Orth aparecia no telão da casa todas as sextas-feiras para conversar com os competidores, como uma espécie de psicóloga, tirando algumas confidências dos confinados.

O vencedor Kleber Bambam voltaria a competir no Big Brother Brasil 13, desistindo do programa após apenas cinco dias de confinamento naquela edição.

## Audiência
O programa registrou em sua estreia uma audiência explosiva de 49 pontos, número esse que foi batido já no dia seguinte ao alcançar 53 pontos. Ao longo da temporada, a audiência foi oscilando entre 38 e 50 pontos, o que a fez ser um sucesso em relação aos números de audiência, já que na época a TV Globo exigia para o horário médias de 35. Em sua final, a primeira edição do reality show alcançou uma audiência histórica (e até o momento nunca registrada por nenhuma outra final do programa) de 59 pontos, chegando ao pico de 64 e 76% dos televisores ligados no momento que consagrou Kleber Bambam como o grande campeão.

## Participantes

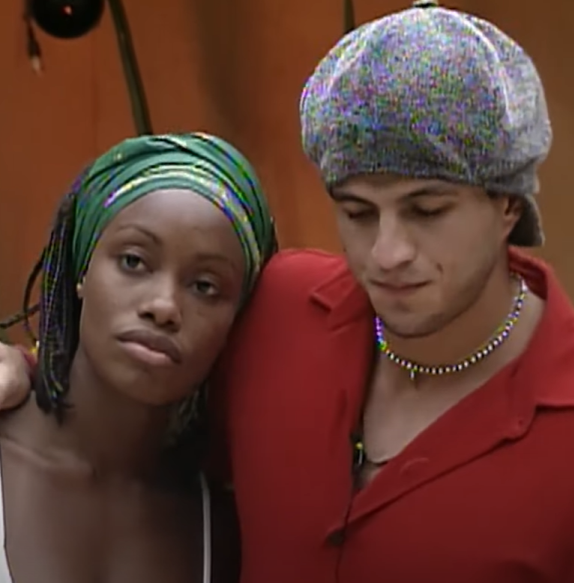
Vanessa Pascale e Kleber Bambam, vice-campeã e campeão da primeira edição do BBB (captura de tela do programa final em 2002)

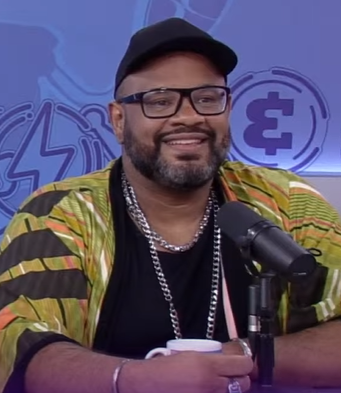
André Gabeh, finalista e terceiro colocado da primeira edição do BBB

- As informações referentes à profissão dos participantes estão de acordo com o momento em que ingressaram no programa.

| Participante                               | Idade | Ocupação           | Origem                         | Resultado                               | Ref.   |
| ------------------------------------------ | ----- | ------------------ | ------------------------------ | --------------------------------------- | ------ |
| Kleber de Paula Pedra (Kleber Bambam)      | 23    | Dançarino          | Campinas, São Paulo            | Vencedor em 2 de abril de 2002          | [ 7 ]  |
| Vanessa Melanie Pascale Ekypenyong Walborn | 27    | Modelo             | Rio de Janeiro, Rio de Janeiro | 2º lugar em 2 de abril de 2002          | [ 8 ]  |
| André Batista de Carvalho (André Gabeh)    | 27    | Professor de canto | Rio de Janeiro, Rio de Janeiro | 3º lugar em 2 de abril de 2002          | [ 9 ]  |
| Antonio Sérgio Tavares Campo               | 29    | Cabeleireiro       | Luanda, Luanda, Angola         | 9º eliminado em 31 de março de 2002     | [ 10 ] |
| Alessandra Begliomini                      | 27    | Empresária         | São Paulo, São Paulo           | 8ª eliminada em 26 de março de 2002     | [ 11 ] |
| Estela Padilha                             | 23    | Videografista      | São Paulo, São Paulo           | 7ª eliminada em 19 de março de 2002     | [ 12 ] |
| Adriano Luiz Ramos de Castro               | 33    | Artista plástico   | Salvador, Bahia                | 6º eliminado em 12 de março de 2002     | [ 13 ] |
| Helena Louro                               | 25    | Atriz              | Maringá, Paraná                | 5ª eliminada em 5 de março de 2002      | [ 14 ] |
| Cristiana Carvalho Mota Machado            | 27    | Cantora            | Rio de Janeiro, Rio de Janeiro | 4ª eliminada em 26 de fevereiro de 2002 | [ 15 ] |
| Bruno Saladini Trautvetter                 | 25    | Modelo             | Rio de Janeiro, Rio de Janeiro | 3º eliminado em 19 de fevereiro de 2002 | [ 16 ] |
| Cristiane Souza Dantas (Xaiane)            | 26    | Barwoman           | Rio de Janeiro, Rio de Janeiro | 2ª eliminada em 12 de fevereiro de 2002 | [ 17 ] |
| Caetano Zonaro                             | 40    | Modelo             | Jundiaí, São Paulo             | 1º eliminado em 5 de fevereiro de 2002  | [ 18 ] |

## Histórico
|                   | Sem 1                     | Sem 2                    | Sem 3                    | Sem 4                       | Sem 5                        | Sem 6                     | Sem 7                    | Sem 8                        | Sem 9                    | Sem 9                   | Votos recebidos |
| Dia 61            | Sem 1                     | Sem 2                    | Sem 3                    | Sem 4                       | Sem 5                        | Sem 6                     | Sem 7                    | Sem 8                        | Final                    |                         | Votos recebidos |
| ----------------- | ------------------------- | ------------------------ | ------------------------ | --------------------------- | ---------------------------- | ------------------------- | ------------------------ | ---------------------------- | ------------------------ | ----------------------- | --------------- |
| Líder             | Sérgio                    | Adriano                  | Cristiana                | Alessandra                  | Kleber                       | André                     | Vanessa                  | Sérgio                       | André                    | (nenhum)                |                 |
| Indicado (Líder)  | Caetano                   | Helena                   | Bruno                    | Cristiana                   | Helena                       | Adriano                   | Estela                   | Alessandra                   | Sérgio                   | (nenhum)                |                 |
| Indicado (Casa)   | Helena                    | Xaiane                   | Kleber                   | Estela                      | Alessandra                   | Vanessa                   | Kleber                   | Kleber                       | Kleber                   | (nenhum)                |                 |
|                   |                           |                          |                          |                             |                              |                           |                          |                              |                          |                         |                 |
| Kleber            | Helena                    | Alessandra               | Helena                   | Estela                      | Líder                        | Vanessa                   | André                    | André                        | Vanessa                  | Vencedor (Dia 64)       | 23              |
| Vanessa           | Alessandra                | Cristiana                | Kleber                   | Estela                      | Alessandra                   | Kleber                    | Líder                    | Kleber                       | Kleber                   | 2º lugar (Dia 64)       | 5               |
| André             | Bruno                     | Kleber                   | Kleber                   | Kleber                      | Adriano                      | Líder                     | Kleber                   | Kleber                       | Líder                    | 3º lugar (Dia 64)       | 2               |
| Sérgio            | Líder                     | Xaiane                   | Kleber                   | Estela                      | Alessandra                   | Kleber                    | Kleber                   | Líder                        | Kleber                   | Eliminado (Dia 62)      | 1               |
| Alessandra        | Helena                    | Xaiane                   | Kleber                   | Estela                      | Adriano                      | Vanessa                   | Kleber                   | Kleber                       | Eliminada (Dia 57)       | Eliminada (Dia 57)      | 9               |
| Estela            | Helena                    | Bruno                    | Kleber                   | Kleber                      | Alessandra                   | Vanessa                   | Kleber                   | Eliminada (Dia 50)           | Eliminada (Dia 50)       | Eliminada (Dia 50)      | 6               |
| Adriano           | Helena                    | Líder                    | Kleber                   | Kleber                      | Alessandra                   | Vanessa                   | Eliminado (Dia 43)       | Eliminado (Dia 43)           | Eliminado (Dia 43)       | Eliminado (Dia 43)      | 4               |
| Helena            | Alessandra                | Xaiane                   | Kleber                   | Kleber                      | Adriano                      | Eliminada (Dia 36)        | Eliminada (Dia 36)       | Eliminada (Dia 36)           | Eliminada (Dia 36)       | Eliminada (Dia 36)      | 10              |
| Cristiana         | Bruno                     | Xaiane                   | Líder                    | Estela                      | Eliminada (Dia 29)           | Eliminada (Dia 29)        | Eliminada (Dia 29)       | Eliminada (Dia 29)           | Eliminada (Dia 29)       | Eliminada (Dia 29)      | 2               |
| Bruno             | Helena                    | Xaiane                   | Helena                   | Eliminado (Dia 22)          | Eliminado (Dia 22)           | Eliminado (Dia 22)        | Eliminado (Dia 22)       | Eliminado (Dia 22)           | Eliminado (Dia 22)       | Eliminado (Dia 22)      | 5               |
| Xaiane            | Bruno                     | Alessandra               | Eliminada (Dia 15)       | Eliminada (Dia 15)          | Eliminada (Dia 15)           | Eliminada (Dia 15)        | Eliminada (Dia 15)       | Eliminada (Dia 15)           | Eliminada (Dia 15)       | Eliminada (Dia 15)      | 5               |
| Caetano           | Helena                    | Eliminado (Dia 8)        | Eliminado (Dia 8)        | Eliminado (Dia 8)           | Eliminado (Dia 8)            | Eliminado (Dia 8)         | Eliminado (Dia 8)        | Eliminado (Dia 8)            | Eliminado (Dia 8)        | Eliminado (Dia 8)       | 1               |
|                   |                           |                          |                          |                             |                              |                           |                          |                              |                          |                         |                 |
| Notas             | (nenhuma)                 | (nenhuma)                | (nenhuma)                | 1, 2                        | (nenhuma)                    | 3                         | (nenhuma)                | (nenhuma)                    | (nenhuma)                | 4                       |                 |
| Berlinda/ Paredão | Caetano Helena            | Helena Xaiane            | Bruno Kleber             | Cristiana Estela            | Alessandra Helena            | Adriano Vanessa           | Estela Kleber            | Alessandra Kleber            | Kleber Sérgio            | André Kleber Vanessa    |                 |
| Eliminado         | Caetano 55% para eliminar | Xaiane 77% para eliminar | Bruno 53% para eliminar  | Cristiana 70% para eliminar | Helena 51% para eliminar     | Adriano 74% para eliminar | Estela 85% para eliminar | Alessandra 73% para eliminar | Sérgio 52% para eliminar | André 11% para vencer   |                 |
| Eliminado         | Caetano 55% para eliminar | Xaiane 77% para eliminar | Bruno 53% para eliminar  | Cristiana 70% para eliminar | Helena 51% para eliminar     | Adriano 74% para eliminar | Estela 85% para eliminar | Alessandra 73% para eliminar | Sérgio 52% para eliminar | Vanessa 21% para vencer |                 |
| Eliminado         | Caetano 55% para eliminar | Xaiane 77% para eliminar | Bruno 53% para eliminar  | Cristiana 70% para eliminar | Helena 51% para eliminar     | Adriano 74% para eliminar | Estela 85% para eliminar | Alessandra 73% para eliminar | Sérgio 52% para eliminar | Kleber 68% para vencer  |                 |
| Outras %          | Helena 45% para eliminar  | Helena 23% para eliminar | Kleber 47% para eliminar | Estela 30% para eliminar    | Alessandra 49% para eliminar | Vanessa 26% para eliminar | Kleber 15% para eliminar | Kleber 27% para eliminar     | Kleber 48% para eliminar |                         |                 |

## Classificação geral
| Pos. | Participante          | Meio de indicação  | % dos votos | Eliminado em |
| ---- | --------------------- | ------------------ | ----------- | ------------ |
| 1    | Kleber Bambam         | Finalista          | 68%         | —            |
| 2    | Vanessa Pascale       | Finalista          | 21%         | —            |
| 3    | André Gabeh           | Finalista          | 11%         | —            |
| 4    | Sérgio Tavares        | Líder (André)      | 52%         | Semana 9     |
| 5    | Alessandra Begliomini | Líder (Sérgio)     | 73%         | Semana 8     |
| 6    | Estela Padilha        | Líder (Vanessa)    | 85%         | Semana 7     |
| 7    | Adriano de Castro     | Líder (André)      | 74%         | Semana 6     |
| 8    | Helena Louro          | Líder (Kleber)     | 51%         | Semana 5     |
| 9    | Cristiana Mota        | Líder (Alessandra) | 70%         | Semana 4     |
| 10   | Bruno Saladini        | Líder (Cristiana)  | 53%         | Semana 3     |
| 11   | Xaiane Dantas         | Casa (5 votos)     | 77%         | Semana 2     |
| 12   | Caetano Zonaro        | Líder (Sérgio)     | 55%         | Semana 1     |

## Trilha sonora e coletânea

### Big Brother Brasil (Trilha Sonora)
Big Brother Brasil foi a primeira trilha sonora do reality show Big Brother Brasil, lançada em 2002, durante a exibição da primeira edição, em formato CD, pela gravadora Som Livre. A capa apresenta o logotipo do programa.
O álbum junta sucessos nacionais e internacionais, e possui uma regravação inédita em português de "Leef", do cantor neerlandês Han van Eijk, utilizada como música-tema do originário Big Brother dos Países Baixos em 1999. A banda RPM gravou a adaptação chamada de "Vida Real", escrita por Paulo Ricardo, a pedido da TV Globo, que viria a ser utilizada como música de abertura nesta e em todas as edições futuras do programa. A canção marca a primeira gravação do RPM desde seu retorno oficial com a formação original no final de 2001.
Coincidentemente, a trilha sonora de Big Brother Brasil tem três músicas que tocaram no reality show Casa dos Artistas, do SBT: "I Will Survive", "Noite do Prazer" e "Erva Venenosa (Poison Ivy)", embora as duas últimas tenham sido regravações de outros artistas.

#### Faixas
1. "Vida Real (Leef)" – RPM
2. "I Love Rock 'N' Roll" – Britney Spears
3. "Você Não Soube Me Amar" – Blitz
4. "Je t'aime moi non plus" – Serge Gainsbourg e Jane Birkin
5. "Just The Way You Are" – Barry White
6. "I Will Survive" – Gloria Gaynor
7. "Exagerado" – Cazuza
8. "If I Had a Hammer" – Trini Lopez
9. "Tédio" – Biquini Cavadão
10. "I'm Too Sexy" – Right Said Fred
11. "Mr. Loverman" – Shabba Ranks
12. "Erva Venenosa (Poison Ivy)" – Herva Doce
13. "I'm In You" – Peter Frampton
14. "O Bom" – Eduardo Araújo
15. "Somos Todos Iguais Esta Noite" – Ivan Lins
16. "Noite do Prazer" – Brylho
17. "Nada Por Mim" – Marina
18. "Kiss" – Art of Noise com participação de Tom Jones
19. "Posso Até Me Apaixonar" – Zeca Pagodinho

### As Preferidas do BamBam – No Meu Modo de Vista
As Preferidas do BamBam – No Meu Modo de Vista foi uma coletânea das músicas favoritas do vencedor da primeira edição do Big Brother Brasil, Kleber Bambam, lançada em 2002, após a exibição da primeira edição, em formato CD, pela gravadora Som Livre. A capa apresenta o vencedor da temporada, Kleber Bambam.

#### Faixas
1. "Tesouro de Pirata" – Tchakabum	(4:33)
2. "Gostosa" – Claudinho & Buchecha (4:03)
3. "Escondido" – Kelly Key (4:18)
4. "Maria Eugênia (Melô do BamBam)" – Tchakabum (2:36)
5. "Posso Até Me Apaixonar" – Zeca Pagodinho (3:57)
6. "Rindo à Toa" – Falamansa (3:38)
7. "Deixa Eu Te Amar" – Agepê (4:01)
8. "Na Manteiga" – Terra Samba (3:22)
9. "Simples Desejo" – Luciana Mello (5:07)
10. "Pimpolho" – Art Popular (3:07)
11. "Cerol na Mão" – Bonde do Tigrão (4:21)
12. "Pelotão da Xuxa" – Xuxa (3:23)
13. "Carrinho de Mão" – Terra Samba (3:07)
14. "Vacilô" – Roberta & Priscilla (3:39)
15. "Irresistível" – Giselle Haller (3:27)

### Outras canções
Big Brother Brasil 1 contou ainda com as seguintes canções:
- "Your Song" – Ewan McGregor